# بخش پریری (منطقه هولمز، اوهایو)
بخش پریری (به انگلیسی: Prairie Township) یک منطقهٔ مسکونی در ایالات متحده آمریکا است که در شهرستان هولمز، اوهایو واقع شده‌است.
 بخش پریری ۷۹٫۵ کیلومتر مربع مساحت و ۳٬۱۳۳ نفر جمعیت دارد و ۲۵۷ متر بالاتر از سطح دریا واقع شده‌است.